# Melinda Garcia

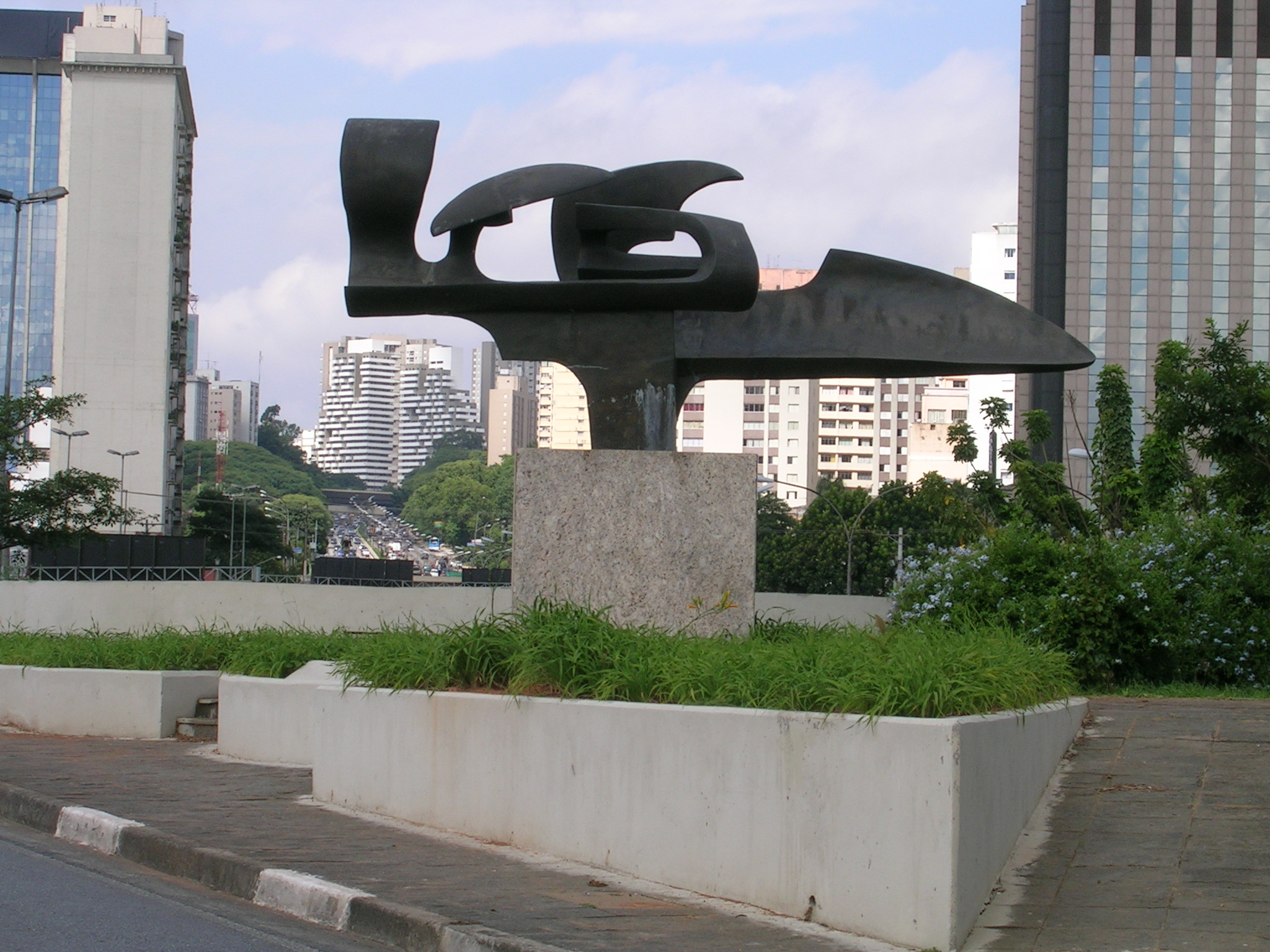
"Velocidade, Alma e Emoção", de Melinda Garcia.

Melinda Garcia (Rio de Janeiro) é uma artista plástica, escultora e escritora brasileira. Suas contribuições artísticas mais relevantes podem ser apreciadas publicamente no Brasil, nas cidades do Rio de Janeiro e São Paulo. As formas angulares e posteriormente as séries temáticas são marcas de sua percepção com forte influência da arte conceitual trazendo também abstrações que dialogam com a estética e função holística do objeto artístico.

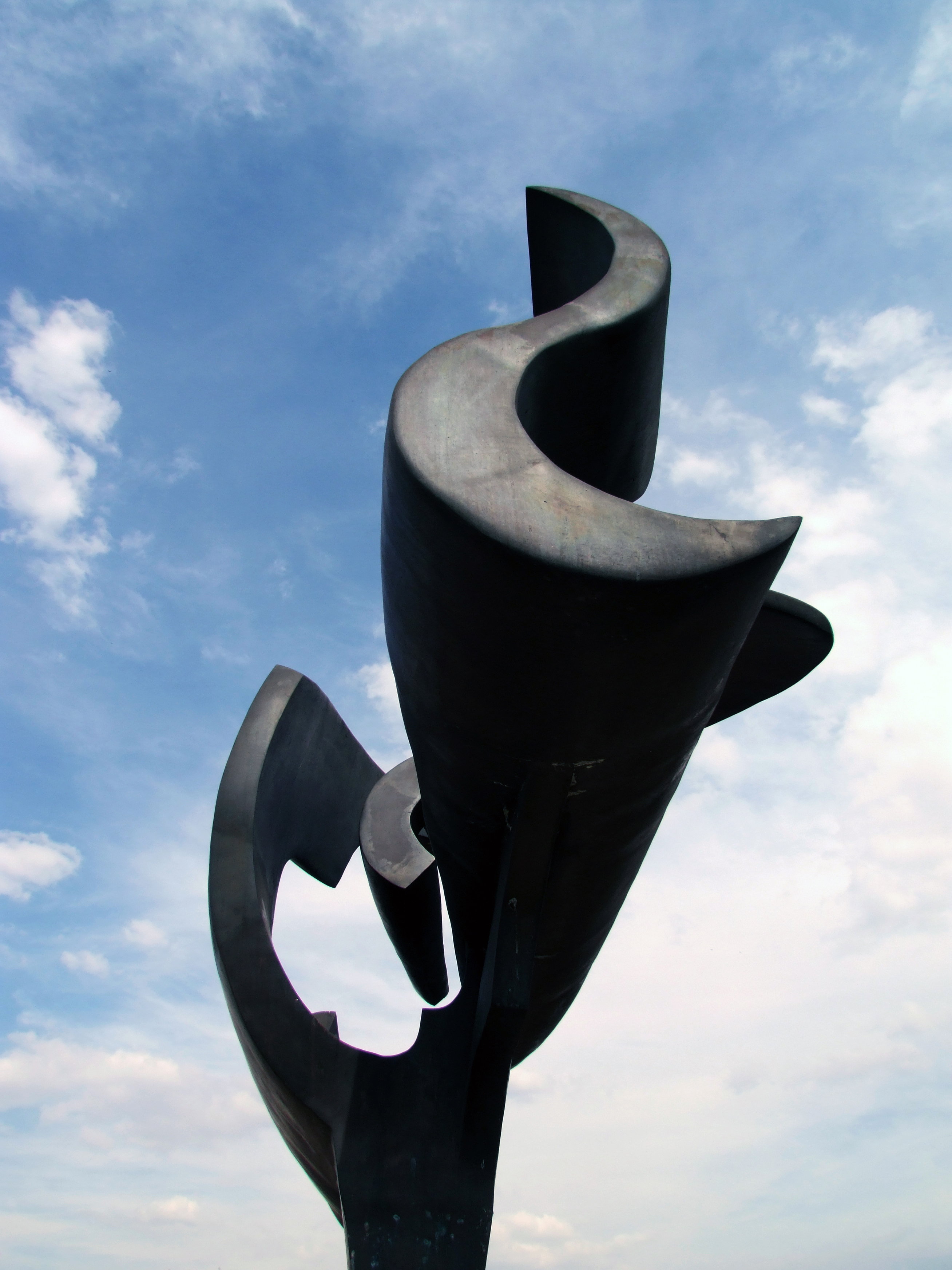
Escultura de Melinda Garcia no Complexo Viário Ayrton Senna outubro de 1995, Bronze 5 por 2,5 localizada no Parque Ibirapuera, em São Paulo

No período de transição da arte brasileira que corresponde a produção neoconcretista do início dos anos 60 teve grande influência em sua produção e fez com que mais tarde ela passasse a dar ainda mais valor a harmonia das formas rítmicas, com movimento, os vazios e linhas curvas características de sua produção.
Um de seus trabalhos mais conhecidos Velocidade, Alma e Emoção é um monumento em homenagem a Ayrton Senna situado na cidade de São Paulo e que, até o ano de 2017, estava exposto na entrada do Túnel Ayrton Senna e que em maio do referido ano foi deslocado para a Praça Ayrton Senna do Brasil, no interior do Parque do Ibirapuera, mais precisamente no Centro Esportivo e de Lazer Modelódromo do Ibirapuera.
Em 2017, ganhou o prêmio (ex aequo) na categoria Escultura, concedido pela XI Bienal de Arte Contemporânea de Florença (Florence Biennale), o convite surgiu logo após o sucesso da exposição Holomovimento - Fragmentos do todo realizada um ano antes no Cassino Atlântico, em parceria com o fotógrafo Bruno Barreto (Nuno).

## Obras públicas
- Gabriela - Bronze 2,30 m - Ed. Juan Les Pins, RJ.
- Peixes - Bronze 1,10 m - Museu de Arte Brasileira - Fundação Alvarez Penteado, SP.
- Revoada de Flamingos - Bronze 3,00m - Col. Particular Elie Douer, SP.
- Evolução - Fibra de Vidro 2,00 m - Escultura ao Ar Livre - Parque da Catacumba, RJ.
- Pexe- Pássaro – 1,00m - Alumínio pintado – Sol. Rogério Marinho, RJ.
- Mãe e Filho - Concreto 1,20 m (Ed. Maison D'Vincennes), RJ.
- Forma Abstrata - Fibra de Vidro 1,40 m (Ed. Miramar), RJ.
- Casal - Concreto 1,00 m (Ed. Maison D'Orleans), RJ.
- Composição - Fibra de Vidro 1,40 m - (Ed. Rive Gauche), RJ.
- Sereia - Concreto 1,70 m - Ed. Cap D'Antibes, RJ.
- Figura Reclinada - Concreto 3,00 m - Conj. Residencial Novo Leblon, RJ.
- Anjo - Concreto 1,20 m - Ed. Punta Del Leste, RJ.
- Eu e Você - Concrete 1,20 m - Riviera Dei Fiori, RJ.
- Esfinge - Concreto 2,20 m - Ed. S. João Del Rei, RJ.
- Aurora - Concreto 2,30 m - Ed. Barbacena, RJ.
- Feixes - Concreto 2,00 m - Riviera Dei Fiori, RJ.
- Gabriela ao Sol - Concreto 2,10 m - Ed. Rousseau, RJ.
- Revoada - Bronze 3,00 m - Mansão Daumier, RJ.
- Formas Triangulares - Aço Inox 1,90 - Condomínio Parque das Palmeiras, RJ.
- Sinfonia - Bronze 1,40 m - Ed. Verônica, RJ.
- Nó - Bronze 3,00m - Flamengo Park Towers, RJ.
- Sinuosa - Bronze 0,86 x 0,86 m - Ed. Jean Labasque, RJ.
- Movimento sem Fim - Bronze 1,80 m - Parque das Palmeiras. RJ.
- Peixes - Bronze 1,60 m - Parque das Palmeiras, RJ.
- Germinação - Bronze 3,00 m - Ed. Strauss – Niterói, RJ.
- Anima - Fibra de Vidro 1,40 m - Ed. Alessandra, RJ.
- Macho e Fêmea - Fibra de Vidro 1,10 m - Ed. Leblon In, RJ.
- Interrelação - Amor-Energia - Fibra de Vidro 1,60 m - Ed. Stradivarius, RJ.
- Germinação - Concreto 3,00 m - Ed. Stradivarius, RJ.
- Germinação - Bronze 1,00 m - Ed. Eagle Hills, RJ.
- Evolução - Concreto 3,50 m - Ed. Icaraí, 77/ Niterói, RJ.
- Acoplamento – Aço Corten - 1,70m – Condomínio Península, RJ.

## Coleções particulares
- Pássaro Solar – Aço Corten - 1,70m Col. da Artista. RJ.
- Germinação - Mármore de Carrara 1,40m –Col. da Artista. IT.
- Germinação II - Mármore Rouge do Iram 1,40m – Col da Artista. IT.
- Flamingos - Bronze 3,00 m - Col. Roberto Marinho, RJ.
- O Beijo- Mármore de Carrara 1,00m - Col. Roberto Marinho, RJ.
- Peixes- Fibra de Vidro 3, 00m- Col. Elie Dier, SP.
- Flautista – Bronze- 1,m – Col. Fernando Wrobel. RJ.
- Peixe Voador- Aço Corten 3,00m – Col. Part. Carlos A. Rothier. RJ.
- O Beijo- Fibra de Vidro- 3,00m - Col Particular Elie Douer. SP.